# اردوگاه طالبیه
مخیم طالبیه (به عربی: مخیم طالبیه) یک منطقهٔ مسکونی در اردن است که در استان عمان واقع شده است. مخیم طالبیه ۰٫۱۳ کیلومتر مربع مساحت و ۸٬۰۰۰ نفر جمعیت دارد.